# متون بودایی
زبان مادری بودا به احتمال زیاد زبان پالی بوده‌است که یکی از گویشهای هندوآریایی میانه و خویشاوند با سانسکریت است. نوشته‌های بنیادین بودایی نیز بیشتر به این زبان و در سریلانکا نگاشته شده‌است. آن مجموعه از آثار بودایی که سخن شخص بودا بشمار می‌رود به سه بخش تقسیم می‌گردد و جمعاً سه سبد نامیده می‌شود. موضوع مجموعه یا سبد نخست، انضباط راهبان، سبد دوم سخنان بودا و سبد سوم آموزه‌های دیگر است. نام این مجموعه‌ها به ترتیب وینیه پیتکه (پرورش نامه)، سوتّه پیتکه (سوره نامه) و ابی دمّه پیتکه (کتاب تفاسیر آیین) است. سه سبد خود از ۲۹ کتاب جداگانه تشکیل شده‌اند. مجموعه دوم یعنی سوره نامه خود پنج زیرمجموعه (نیکایا) را در بر می‌گیرد. یکی از این زیرمجموعه‌ها کودکا-نیکایا (مجموعه متون کوتاه) است که معروفترین کتاب آن بنام دمّا پادا با نام فارسی راه حق بدست رضا علوی مستقیماً از زبان پالی به فارسی برگردانده شده و در سال ۱۳۸۰ از سوی نشر فرزان روز در تهران چاپ گشته‌است.

## نمونه‌ای از سخنان بودا در کتاب راه حق
(سوره گل، بند ۵۰)
آدمی باید به کرده و ناکرده خود بنگرد،

نه به خطای دیگران،

و نه به آنچه کرده یا نکرده‌اند.

(سوره خشم، بندهای ۲۲۷–۲۲۹)
ای اتولا! (نام یکی از پیروان بودا)

از قدیم گفته‌اند

-و این سخن امروز نیست-

نکوهش کنند آن را که سکوت کرد

و آن را که زیاده سخن گفت

و آن را که به اندازه سخن گفت.

کسی در این جهان بی نکوهش نیست.

نبوده‌است و نخواهد بود و نیست اکنون

کسی که یکسره درخور نکوهش باشد

یا آن کس که یکسره درخور ستایش.

مگر آن کسی که دانایان بستایندش.

آن کس که داناست

و فارغ از آلودگیها

و در راه معرفت کوشا.
پیرامون سده دوم پیش از زایش عیسی (۳۰۰ سال پس از بودا) کتابهای فراوان دیگری به رشته نگارش درآمد که بنیاد شاخه‌های گوناگون مهراهی (مهایانی) شدند. از این کتاب‌ها یا به قولی سوره‌ها (سوتراها) ۶۰۰ عدد بجا مانده‌است که جمعاً بنام سوره‌های مهراهی (مهایانا سوترا) مشهورند. از برجسته‌ترین این سوره‌ها می‌توان از سوره فراسوی فرزانگی (پرگیا پارمیتا) نام برد که پایه شکل‌گیری مکتب مادیمکه شد یعنی همان مکتب و دبستان بودایی که در میان مردم تبت رواج دارد. سوره دل (پرگیا-پارمیتا-هریدیه-سوترا) از مهم‌ترین بخش‌های آن است.
اثر برجسته دیگر، سوره نیلوفر آبی (سد-درمه-پوندریکه-سوترا) است که محبوبیت زیادی در چین و ژاپن دارد. سوره گل‌آذین (اوتمسکه سوترا) متنی بنیادی برای بوداگرایی هوا ین در چین شد و سوره شادبوم (سوکاوتی-ویوهه-سوترا) به شکل‌گیری بوداگرایی پاکبوم در ژاپن انجامید.
بجز سوره‌ها آثار بودایی بسیاری پدید آمده که در مقوله تفسیر و جستار بشمار می‌آید. این آثار که به شاسترا معروفند شامل چکامه و آثار ادبی نیز می‌شود و بیشتر به زبانهای پالی، سانسکریت، چینی، ژاپنی و تبتی نگاشته شده‌اند.

## جمعبندی
نوشته‌های بنیادین بودایی:
۱. سه سبد: پرورش نامه، سوره نامه، کتاب تفاسیر آئین
۲. سوره‌ها: فراسوی فرزانگی، سوره نیلوفر آبی، سوره گل آذین، سوره پاکبوم… (۶۰۰ کتاب).
۳. تفسیرها